# Gran Premio Capodarco
El Gran Premio Capodarco (oficialmente:GP Capodarco-Comunità di Capodarco) es una carrera ciclista italiana disputada Capodarco, en la provincia de Fermo. 
La primera edición oficial se corrió en 1964, aunque existen 2 ediciones previas en 1946 y 1953 que no forman parte del palmerés oficial de la prueba. Desde la creación de los Circuitos Continentales UCI en 2005 forma parte del UCI Europe Tour, dentro de la categoría 1.2 (última categoría del profesionalismo). Anteriormente fue de categoría 1.6 (máxima categoría amateur)

## Palmarés
En amarillo: edición amateur.
| Año       | Ganador                             | Segundo             | Tercero               |
| --------- | ----------------------------------- | ------------------- | --------------------- |
| 1964      | Marcello Baccarini                  | Primo de Martino    | Sandro Ciccarelli     |
| 1965-1971 | No se disputó                       | No se disputó       | No se disputó         |
| 1973      | Massimo Zani                        | Remo Malavolta      | Giancarlo Turci       |
| 1974      | Massimo Tedeschi                    | Peppino Zu          | Enrico Pochini        |
| 1975      | Massimo Tedeschi                    | Maurizio Bolognesi  | Enrico Pochini        |
| 1976      | Franco Abbruzzetti                  | Paolo De Carlonis   | Patrizio Panzanera    |
| 1977      | Maurizio Pennachini                 | Remo Salutari       | Domenico Felici       |
| 1978      | Pierino Bravi                       | Paolo De Carlonis   | Maurizio Rossi        |
| 1979      | Giancarlo Montedori                 | Marco Vitali        | Marcello Umbre        |
| 1980      | Giuseppe Di Sciorio                 | Valerio Piva        | Giampiero Pistolesi   |
| 1981      | Piero Onesti                        | Primož Čerin        | Michele Fabbri        |
| 1982      | Tullio Cortinovis                   | Maurizio Viotto     | Raffaele Di Francesco |
| 1983      | Salvatore Cavallaro                 | Primož Čerin        | Bojan Ropret          |
| 1984      | Tullio Cortinovis                   | Flavio Giupponi     | Stefano Colagè        |
| 1985      | Nino Tripodi                        | Marco Saligari      | Massimo Ghirardi      |
| 1986      | Marcello Siboni                     | Giuliano Tomassoli  | Maurizio Spreafico    |
| 1987      | Mario Austero                       | Moreno Picchio      | Sandi Papež           |
| 1988      | Paolo Lanfranchi                    | Moreno Picchio      | Antonio Cardamone     |
| 1989      | Davide Bramati                      | Massimo Ghirardi    | Oscar Pellicciotti    |
| 1990      | Wladimir Belli                      | Ivan Gotti          | Mauro Consonni        |
| 1991      | Fabio Casartelli                    | Gianmatteo Fagnini  | Paolo Valoti          |
| 1992      | Marco Milesi                        | Fabio Casartelli    | Sergio Barbero        |
| 1993      | Roberto Pistore                     | Mauro Sandroni      | Alberto Puerini       |
| 1994      | Juan Carlos Domínguez               | Dario Frigo         | Claudio Ainardi       |
| 1995      | Paolo Valoti                        | Alberto Puerini     | Oscar Pozzi           |
| 1996      | Gianluca Valoti                     | Emanuele Lupi       | Maurizio Frizzo       |
| 1997      | Massimo Codol                       | Simone Campagnari   | Cristian Auriemma     |
| 1998      | Giorgio Feliziani                   | Gianluca Tonetti    | Nicola Ramacciotti    |
| 1999      | Milan Kadlec                        | Domenico Romano     | Francesco Magni       |
| 2000      | Massimiliano Martella               | Sylwester Szmyd     | Boris Gapych          |
| 2001      | Alessandro Delfatti                 | Luis Felipe Laverde | Andrei Korovine       |
| 2002      | Antonio Quadranti                   | Matteo Cappe        | Ezio Casagrande       |
| 2003      | Moisés Aldape Chávez                | Devide Garbelli     | Davide Torosantucci   |
| 2004      | Moisés Aldape Chávez                | Luca Capodaglio     | Branislau Samoilau    |
| 2005      | Fernando Herrero                    | Anton Rechetnikov   | Luigi Sestili         |
| 2006      | Marco Bandiera                      | Francesco De Bonis  | Anton Rechetnikov     |
| 2007      | Hrvoje Miholjević                   | Francesco De Bonis  | Sergey Renev          |
| 2008      | Peter Kennaugh                      | Simon Clarke        | Dmitriy Sokolov       |
| 2009      | Salvatore Mancuso                   | Egor Silin          | Diego Ulissi          |
| 2010      | Enrico Battaglin                    | Stefano Locatelli   | Julian Arredondo      |
| 2011      | Mattia Cattaneo                     | Enrico Battaglin    | Moreno Moser          |
| 2012      | Gianfranco Zilioli                  | Jay McCarthy        | Stanislau Bazhkou     |
| 2013      | Matteo Busato                       | Mario Sgrinzato     | Gianfranco Zilioli    |
| 2014      | Robert Power                        | Gianni Moscon       | Moreno Giampaolo      |
| 2015      | Riccardo Donato                     | Simone Velasco      | Filippo Fiorelli      |
| 2016      | Jai Hindley                         | Edward Ravasi       | Alexandr Riabushenko  |
| 2017      | Mark Padun                          | Yuriy Natarov       | Galym Akhmetov        |
| 2018      | Einer Rubio                         | Davide Casarotto    | Dario Puccioni        |
| 2019      | Filippo Zana                        | Kevin Colleoni      | Marco Murgano         |
| 2020      | Anulado por la pandemia de COVID-19 |                     |                       |
| 2021      | Simone Raccani                      | Andrea Piccolo      | Alex Tolio            |
| 2022      | Nicolò Buratti                      | Davide De Pretto    | Martin Marcellusi     |
| 2023      | Matteo Ambrosini                    | Filippo d'Aiuto     | Anders Foldager       |
| 2024      | Filippo d'Aiuto                     | Dominik Dunár       | Manuel Oioli          |
| 2025      | Jakob Omrzel                        | Pavel Novák         | Cesare Chesini        |

## Palmarés por países
| País            | Victorias |
| --------------- | --------- |
| Italia          | 41        |
| México          | 2         |
| España          | 2         |
| Australia       | 2         |
| República Checa | 1         |
| Croacia         | 1         |
| Reino Unido     | 1         |
| Ucrania         | 1         |
| Colombia        | 1         |
| Eslovenia       | 1         |